# 徳川氏
徳川氏（とくがわし／とくがわうじ／旧仮名遣い：とくぐゎはし、旧字体：德川氏）は、武家・華族だった日本の氏族。永禄9年（1566年）に松平氏当主・松平家康が改姓したのに始まる。江戸時代には幕府将軍を世襲した徳川将軍家、およびその限られた親族（御三家・御三卿など）の家名となった。維新後には徳川氏からは12家が華族に列した（公爵家 3家、侯爵家 2家、伯爵家 2家、子爵家 1家、男爵家 4家）。

## 歴史

### 出自

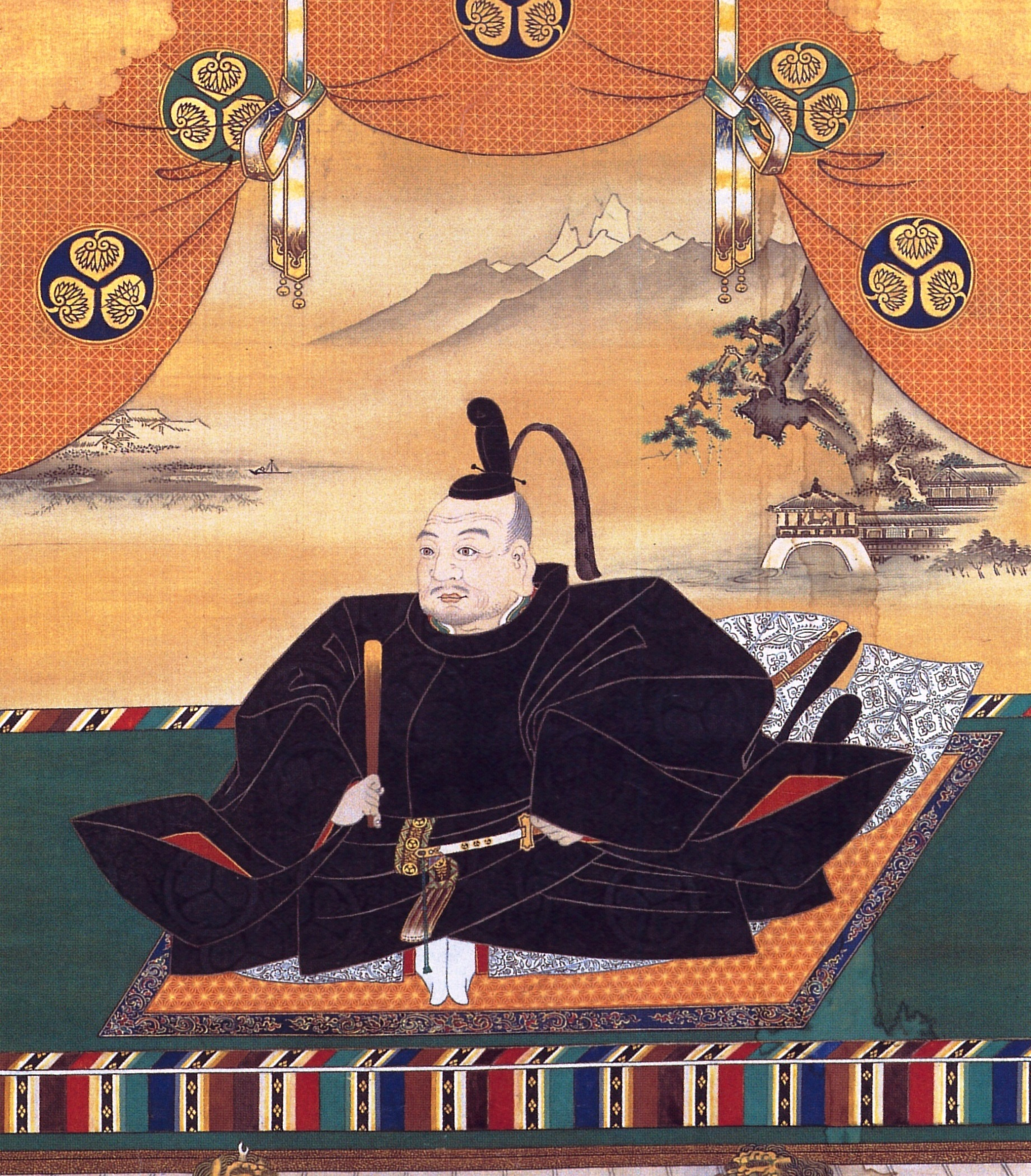
徳川家康像（狩野探幽画、大阪城天守閣所蔵）

徳川氏は、松平氏（安祥/安城松平家）当主の徳川家康が得川氏の末裔を称した際に嘉字を用いて徳川と称したことが始まりである。しかし『徳川家譜』に記される家系に関しては『尊卑分脈』の該当記録に似通った流れはあるものの、当代史料による検証がならず、得川氏と家康の家系との同一性は実証できていない。また、石川正西の『聞見録』によれば、家康は自分が清和源氏の子孫であると信じて疑っておらず、それを立証できることを願っていたという。
江戸時代に成立した藩翰譜によると、ルーツは三河国（愛知県）の庄屋である松平太郎左衛門信重に婿養子に入った、時宗の遊行僧と伝えられる徳阿弥である。彼は得川氏（世良田氏）の末裔を自称し、諸国を流浪するなかで大浜称名寺で開かれた連歌会での出会いが信重の養子に入るきっかけと伝えられる。還俗して松平親氏と名のったという。

### 徳川氏の創設
永禄9年（1566年）、官職を得ていて朝臣でもあった松平家康が朝廷の許可を得て、家康個人のみが「徳川」に復姓し、従五位下三河守に叙任された。このとき正親町天皇は先例のない申請に対して躊躇し不信を述べたが、吉田兼右が万里小路家の文書を改鋳し、得川氏が二流に分かれ、一方が「藤原姓」となったという先例が発見されたとした。この件には近衛前久が関与しており、その経緯を子である近衛信尹に送った書状が現存している。
ここで重要なのは、松平一族が徳川に改姓したのではなく、「徳川」は家康個人のみに許される称号であったことである。「徳川」姓は、家康個人が松平氏内部で専制権力を確立して、派生した松平一族と家臣団を統制するために使われたと考えられる。初代家康が慶長10年（1605年）に将軍職と当主の座を辞して隠居するまでに徳川姓を許されたのは、世子の秀忠ただ一人であった。公認される限り11人いた家康の男子で徳川姓を許されたのは、三男で世子の秀忠、及び御三家の祖となる九男義直・十男頼宣・十一男頼房の4名にすぎない。後の3名は、秀忠が二代当主（将軍）になって以後に元服したものである。
その後も将軍家のほかに徳川姓を許されるのは、家康直系の子孫（親藩）のうちでも特に御三家（尾張家・紀州家・水戸家）、江戸時代中期に創設された御三卿（田安家・一橋家・清水家）およびこれらの後嗣のみに限られた。それ以外の親族は松平氏を称し、また武士は徳川氏を名のることは憚り、農民・町人は原則として苗字の使用を許されなかったため、徳川の苗字は絶対的権威を持つこととなった。
なお、戦国時代から江戸時代の大名の佐竹氏の家中には、徳川氏と遠祖を同じくするとした得川義季の子孫を称する新田氏流得川氏の末裔という常陸徳川氏がいて、親藩ですら限られた家系しか徳川氏の名乗りが許されない中、単なる大名の家臣（久保田藩士）の立場で徳川氏を堂々と名乗っていた。

### 本姓について
日光東照宮に残る家康の口宣案等はすべて源家康となっており、徳川氏が源氏を継続的に称していたことになっているが、これは三代将軍徳川家光の代である1645年（正保2年）に、散逸した分を補填したとして改変されたものであると見られている。
永禄9年（1566年）の叙爵は実際には、「系図発見」の経緯もあって藤原家康としておこなわれており、この時点では藤原氏を称していた。笠谷和比古は源氏の棟梁である足利将軍家に家康がつてを持たなかっただけでなく、当時は室町幕府将軍の不在という異常事態にあり、取り次ぎを行った近衛前久が官位奏請を行うためには藤原氏一門であるほうが好都合であったという指摘を行っている。
以降、家康の姓氏使用についてはかなり恣意的であり、藤原氏や源氏をその度毎に使い分けるなどしている。徳川氏が源氏であるという見解が明確に整えられたのは後のことであり、源氏の名家である吉良氏から源義国からの系図を借り受けてのことであった。これを近衛前久が発給時期不詳の書状で「将軍望に付ての事」と指摘していることもあり、家康の源氏名乗りは将軍職就任を目的とした、1603年（慶長8年）の征夷大将軍就任直前のものであるという見解が渡辺世祐や中村孝也の研究以来定説となってきていた。
ただし同時代史料によると、松平氏3代の信光は加茂朝臣（賀茂）姓を名乗ったものがあり、松平氏の葵紋も賀茂氏とのつながりをうかがわせるものもあることなどから、実際には賀茂氏の部民であるという指摘も行われている。清康の時代にもすでに安祥松平氏は清和源氏（源姓：世良田氏）と名乗ったこともあり、家康自身も今川からの独立直後である永禄4年（1561年）に発給した菅沼氏への安堵状にて「源元康」と署しており（「菅沼家譜」・『久能山東照宮所蔵文書』）、永禄4年（1561年）から永禄6年（1563年）の間に、5点の正文を含む6点に「源氏」の署名がみられる。
米田雄介が官務である「壬生家文書」にある口宣を調査したところ、天正14年（1585年）の権中納言就任以前の口宣はすべて藤原姓であるが、天正15年（1586年）などは不明であり、天正20年（1592年）9月、徳川家を清華の家格とする「清華成り」の発給の際には源姓となり、以降一貫して源姓を称していた事が明らかになっている。米田は源氏改姓を天正20年と見ているが、笠谷は『聚楽行幸記』で家康が「大納言源家康」と署名したという記事を指摘し、天正16年（1588年）の聚楽第行幸頃の時期であると見ており、足利義昭の出家による将軍家消滅が契機であったと見ている。以降の現存する発給文書でも源姓となっている。
天正15年（1586年）には秀忠が豊臣朝臣を下賜（かし）されており、家康とともに羽柴の苗字を許されているが、当時称豊臣・羽柴の許可は大名のみならず医師等まで幅広く行われていた。

### 明治以降

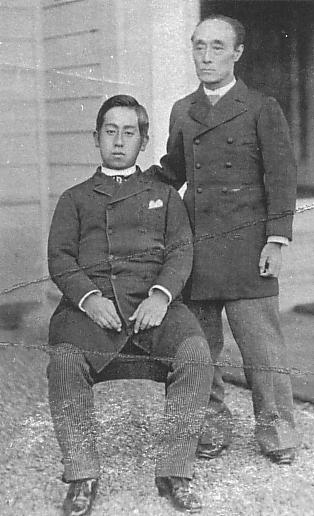
明治時代の徳川家達と徳川慶喜

最後の将軍である徳川慶喜は大政奉還後に鳥羽・伏見の戦いを起こしたことで朝敵となったが、慶喜の謹慎引退後に徳川宗家を相続した徳川家達には駿河国静岡藩70万石が与えられ、版籍奉還で知藩事と華族に列したのを経て、廃藩置県まで知藩事を務めた。華族令施行後には公爵に叙せられ、貴族院議長などを歴任した。
御三家は幕末には徳川将軍家とは距離を置いていたのでいずれも朝敵になることはなく、廃藩置県まで知藩事を務めた後、華族令施行後侯爵に叙せられた（水戸家は後に公爵に陞爵）。御三卿も伯爵に叙せられた。華族の爵位基準を定めた叙爵内規は諸侯華族について、原則として現米で爵位を定めていたが、徳川一門の7家だけは旧・家格を尊重し、現米と無関係に爵位を定めていた。
さらに1902年（明治35年）には徳川慶喜にも宗家と別に公爵位が与えられ、徳川慶喜家を興した。
明治時代以降の徳川一門は「敗軍の将」とは思えない厚遇を受けたが、これは明治維新の性格に由来するものであり、明治の日本ではフランス革命やロシア革命のような敗者の大量処刑は起きず、敗者を滅ぼすより利用する道を選び、復讐より国の統一を優先した。徳川一門の優遇はその象徴であったといえる。
江戸時代には徳川将軍家・御三家・御三卿の相続人以外の子供は松平を称したのに対し、明治以降は徳川姓の者の子供は相続人以外でも全員徳川姓となった（他家養子入りなどを除く）。相続人以外で華族になった者に徳川厚（徳川公爵家の分家として男爵）、徳川誠（徳川慶喜公爵家の分家として男爵）、徳川義恕（尾張徳川侯爵家の分家として男爵）、徳川武定（松戸徳川男爵家。水戸徳川侯爵家の分家として子爵）がある。
また明治以降は平民苗字必称義務令で苗字のない者が苗字創設を行っている関係で徳川姓であれば、必ず旧・将軍家の徳川氏と関係があるとは言えない。現在徳川姓を名乗る家系のうち実際に徳川氏と関連があるのは半数程度であるという。

## 系譜

### 宗家
徳川宗家（征夷大将軍・静岡藩主・公爵）

### 御三家
尾張徳川家（尾張藩主・侯爵）
紀州徳川家（紀州藩主・侯爵）
水戸徳川家（水戸藩主・侯爵 → 公爵）

### 御三卿
田安徳川家（伯爵）
一橋徳川家（伯爵）
清水徳川家（伯爵 → 士族 → 男爵）

### 明治以降の分家
徳川慶喜家（公爵）
- 徳川公爵家別家

松戸徳川家（子爵）
- 水戸徳川公爵家分家

徳川厚家（男爵）
- 徳川公爵家分家

徳川誠家（男爵）
- 徳川慶喜公爵家分家

徳川義恕家（男爵）
- 尾張徳川侯爵家分家

## 徳川と松平
徳川家康個人の男系子孫たる徳川氏諸家は、松平の名乗りのみを認められた家康子孫の諸松平家（越前松平家・会津松平家等）とともに親藩を構成し、江戸時代の約265年にわたって日本の支配層として君臨した。明治維新の後も、徳川氏は武家の最上流として華族に遇せられ、宗家は公爵、御三家は侯爵、御三卿は伯爵に列せられた。2024年（令和6年）現在、徳川家康の子孫で徳川を姓とする家は、これらの家々やその分家である。
- 徳川宗家（旧・将軍家）
  - 徳川厚家（徳川宗家分家）
- 徳川慶喜家（徳川宗家別家）
  - 徳川誠家（徳川宗家別家分家）
- 尾張徳川家（御三家）
  - 徳川義恕家（尾張徳川家分家）
- 紀州徳川家（御三家）
- 水戸徳川家（御三家）
  - 松戸徳川家（水戸徳川家分家）
- 田安徳川家（御三卿）
- 一橋徳川家（御三卿）
- 清水徳川家（御三卿）

2024年（令和6年）現在の子孫は、葵交会に所属し、その会員数は約600名である。他方、以下の家は断絶した。
- 駿河徳川家 - 当主徳川忠長が切腹して絶家[注 7]
- 甲府徳川家（御両典） - 2代当主徳川綱豊が6代将軍を継いだため絶家[注 7]
- 館林徳川家（御両典） - 2代当主徳川徳松が夭折したため絶家[注 7]

## 縁故社寺・菩提寺
- 増上寺（東京都） - 徳川氏菩提寺。
- 寛永寺（東京都） - 徳川将軍家菩提寺。家光開基。
- 輪王寺（栃木県） - 徳川将軍家墓所。東照宮、二荒山神社と総称して二社一寺。
- 大樹寺（愛知県） - 徳川将軍家菩提寺。松平氏菩提寺。歴代当主の墓がある。
- 建中寺（愛知県） - 尾張徳川家菩提寺。
- 興正寺（愛知県） - 尾張徳川家祈願寺。
- 法蔵寺 (岡崎市)　 - 松平氏菩提寺。
- 高月院（愛知県） - 松平氏菩提寺。
- 長保寺（和歌山県） - 紀州徳川家菩提寺。歴代当主の墓がある。
- 常福寺（茨城県）‐　水戸徳川家菩提寺。
- 南明院 - 東福寺塔頭。歴代将軍の位牌が収められている。
- 東照宮（栃木県） - 総本社として久能山東照宮など全国の東照宮に家康を祀る。

## 肖像画
2012年（平成24年）、德川記念財団所蔵が所蔵している歴代将軍の肖像画の紙形（下絵）が公開された。